# Бак-Ран (Пенсільванія)
Бак-Ран (англ. Buck Run) — переписна місцевість (CDP) в США, в окрузі Скайлкілл штату Пенсільванія. Населення — 180 осіб (2020).

## Географія
Бак-Ран розташований за координатами 40°42′24″ пн. ш. 76°19′16″ зх. д. / 40.70667° пн. ш. 76.32111° зх. д. (40.706754, -76.321230).  За даними Бюро перепису населення США в 2010 році переписна місцевість мала площу 1,30 км², уся площа — суходіл.

## Демографія
Згідно з переписом 2010 року, у переписній місцевості мешкало 176 осіб у 72 домогосподарствах у складі 54 родин. Густота населення становила 136 осіб/км².  Було 79 помешкань (61/км²).
Расовий склад населення:
| - 100,0 % — білих |

До двох чи більше рас належало 0,0 %. Частка іспаномовних становила 0,0 % від усіх жителів.
За віковим діапазоном населення розподілялося таким чином: 15,3 % — особи молодші 18 років, 66,5 % — особи у віці 18—64 років, 18,2 % — особи у віці 65 років та старші. Медіана віку мешканця становила 45,8 року. На 100 осіб жіночої статі у переписній місцевості припадало 102,3 чоловіків;  на 100 жінок у віці від 18 років та старших — 106,9 чоловіків також старших 18 років.
Середній дохід на одне домашнє господарство  становив 53 228 доларів США (медіана — 30 000), а середній дохід на одну сім'ю — 65 321 долар (медіана — 50 000). За межею бідності перебувало 16,2 % осіб, у тому числі 12,5 % дітей у віці до 18 років та 30,6 % осіб у віці 65 років та старших.
Цивільне працевлаштоване населення становило 81 особа. Основні галузі зайнятості: освіта, охорона здоров'я та соціальна допомога — 33,3 %, виробництво — 14,8 %, публічна адміністрація — 11,1 %, будівництво — 9,9 %.